# ریحیا
ریحیا (به لاتین: Ar-Rihiya) یک روستا در دولت فلسطین است که در استان الخلیل واقع شده‌است. ریحیا ۳٬۹۴۹ نفر جمعیت دارد.